# Xian de Wuji
Le xian de Wuji (无极县 ; pinyin : Wújí Xiàn) est un district administratif de la province du Hebei en Chine. Il est placé sous la juridiction de la ville-préfecture de Shijiazhuang.

## Démographie
La population du district était de 477 066 habitants en 1999.